# 49e Bergkorps
Het 49e Bergkorps (Duits: Generalkommando XXXXIX. Gebirgs-Armeekorps) was een Duits legerkorps van de Wehrmacht tijdens de Tweede Wereldoorlog. Het korps vocht op de Balkan in 1941 en de rest van de oorlog aan het oostfront.

## Krijgsgeschiedenis

### Oprichting
Het 49e Bergkorps werd al tijdens de Slag om Frankrijk gevormd op 20 juni 1940. Zelfs vóór het korps definitief opgericht was, werd het al op 1 juli 1940 ontbonden als gevolg van de snelle Wapenstilstand van 22 juni 1940. Uiteindelijk werd het korps eind oktober 1940 rond Besançon alsnog gevormd uit delen van het 18e Legerkorps. Sommige stafafdelingen en korpstroepen werden gebruikt voor de oprichting en op 25 oktober 1940 nam de eerste commandant Generalleutnant Ludwig Kübler het bevel op zich.

### 1941

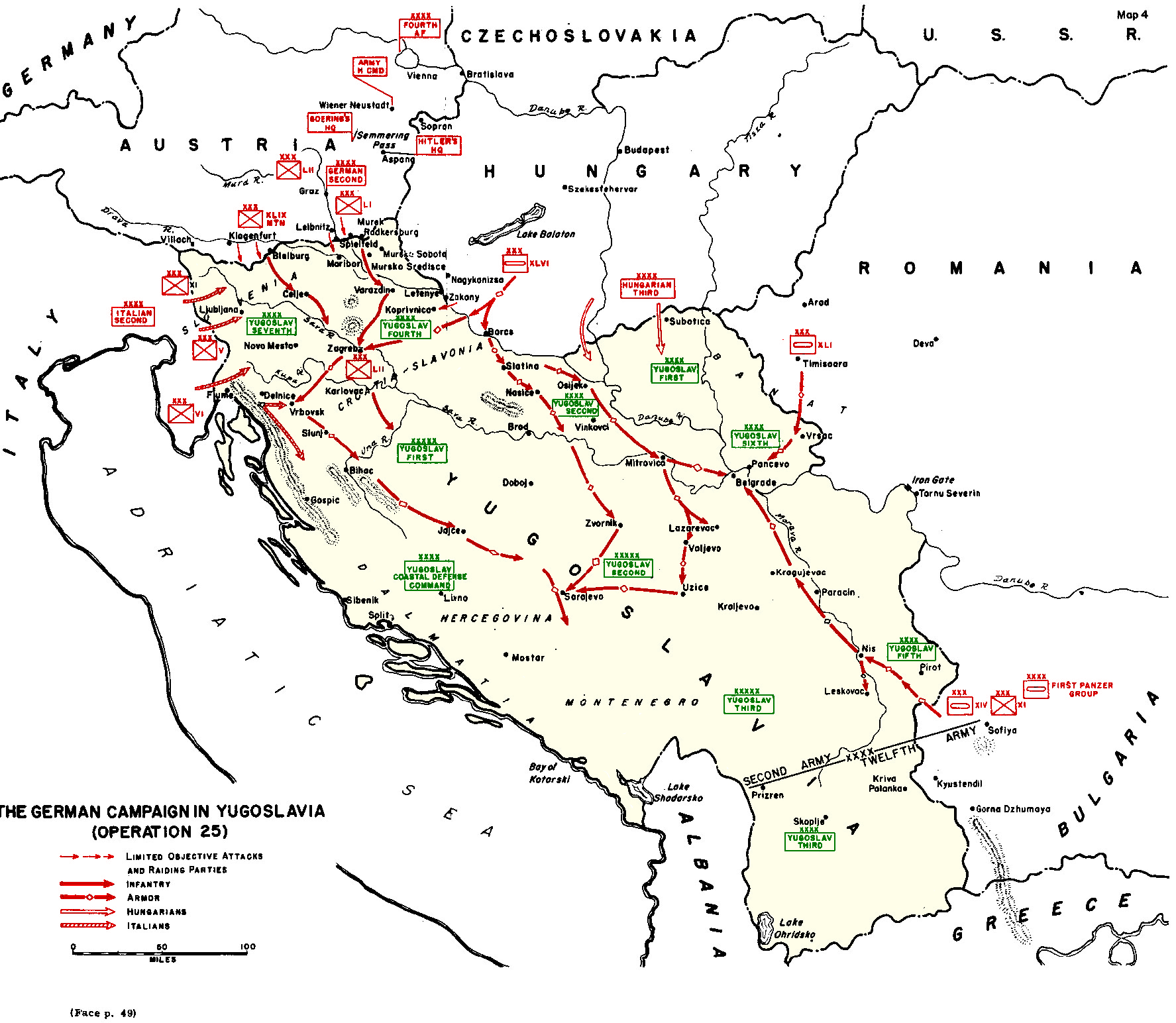
De Duitse inval in Joegoslavië

Deze nieuwe staf was opgericht als voorbereiding voor de bezetting van Gibraltar ("Operatie "Felix"). Nadat deze operatie afgeblazen was, werd het korps ingedeeld voor de Balkanveldtocht. Hierbij viel het korps onder bevel van het 2e Leger en werd opgesteld tussen Völkermarkt en Sankt Paul. Op 9 april staken delen van het korps de Drau over naar Joegoslavië, op 11 april trok de 1e Bergdivisie van het korps naar Zagreb en bereikte Karlovac op de 13e en Bihać op de 15e april.
In mei 1941 werd het korps toegevoegd aan het 17e leger (generaal von Stülpnagel) in Galicië als voorbereiding op Operatie Barbarossa. De staf verhuisde aanvankelijk naar het kasteel van graaf Potocki in Łańcut, waar generaal Kübler instructies kreeg voor 22 juni, de dag van de aanval op de Sovjet-Unie. Het korps kreeg het bevel over de 1e Bergdivsie, de 68e en 257e Infanteriedivisies en later ook over de 4e Bergdivisie. Na de grensgevechten stootte Küblers korps via Oleszyce naar Lemberg door, dat op 30 juni kon worden ingenomen. Op 4 juli ging de opmars verder via Winniki in zuidwestelijke richting naar Husiatyn. Half juli werd de Stalinlinie bereikt en op 15 juli aangevallen. De 1e Bergdivise kon op 18 juli Vinnitsa bereiken. Via Brazlaw en Gaissin ging de opmars door naar Ternovka, dat op 27 juli werd bereikt. Begin augustus naderde de divisie het Uman-gebied. Op 2 augustus kwam een verkenningsafdeling in actie in de omsingelingsslag van Uman en verkreeg bij de Sinjuch, ten zuiden van Ternovka, verbinding met het 48e Pantserkorps. In de daaropvolgende gevechten bij Podvyskoye werden 22.000 gevangenen binnengebracht. Na gevechten bij Volodymyrivka bereikte het korps de Dnjepr. Het korps kwam daar onder bevel van het 11e Leger (generaal von Manstein) en stak op 8 september de Dnjepr over. In de Slag om de Zee van Azov (4 tot 10 oktober) werden het 9e en 18e Sovjetleger vernietigd. Op 21 oktober was het industriële centrum Stalino, samen met de Italiaanse CSIR (het Italiaanse Expeditionaire Korps in Rusland (Corpo di Spedizione Italiano in Russia)), bezet in het Donetsbekken. In voortdurend contact met het 1e Pantserleger rukte het korps eind oktober 1941 via Stepanovka, Amwrossijewka en Dmitrievka naar de Mius op. Tijdens gevechten met zware verliezen bij de Mius werd Dmitrievka veroverd en op 2 november een bruggenhoofd op de andere oever gebouwd. Op 3 november werd aan de Mius overgegaan op een stellingoorlog. Naast de 1e en 4e Bergdivisie werd in deze periode ook het commando gevoerd over de 198e Infanteriedivisie en de Italiaanse 3e Divisie "Celere".

### 1942

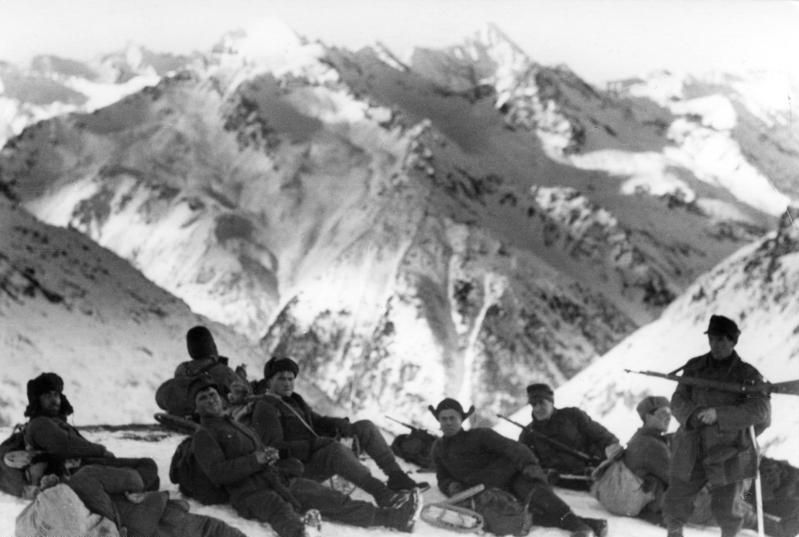
Duitse Gebirgsjäger in de sneeuw in de Kaukasus

Het korps bleef aan het Mius-front gedurende winter en voorjaar 1942. Op 17 mei 1942 hervatten de Duitsers hun aanvalsoperaties aan het zuidoostelijke front. Eind juni 1942 werd Voroshilovgrad bereikt door het noordelijk aansluitende 1e Pantserleger, daarna de Donets nabij Kamensk en deze overgestoken. Eind juli maakte het korps deel uit van de Armeegruppe Ruoff tijdens de lancering van Operatie Braunschweig en rukte samen met het 56e Pantserkorps en het 5e Legerkorps op richting Rostov aan de Don. Na de invasie van de Kaukasus op 11 augustus werd de brug bij Tsjerkessk onbeschadigd veroverd, waardoor de overgang over de Koeban veiliggesteld werd. In de periode van 12 tot 21 augustus 1942 namen de bergjagers bezit van de hoge passen van de Kaukasus tussen de Elbroes, Maruch, Bgala en Adsapsch Pas. Een aanval op Toeapse mislukte echter wegens gebrek aan kracht.  Op 21 augustus 1942 bereikte een selecte groep hooggebergte-soldaten van de 1e en 4e Bergdivisie de top van Elbroes. Half september 1942 werden troepen verplaatst via Majkop naar de Pontische Kaukasus en probeerden tevergeefs door te breken naar de kust van de Zwarte Zee. Rond de jaarwisseling 1942/43 trok het korps zich terug vanuit de Bos-Kaukasus in het Koebanbruggenhoofd.

### 1943/44
In februari 1943 werd het korps teruggedrongen in de strijd tegen de legers van het Noord-Kaukasische Front langs de noordoever van de Koeban naar Krasnodar op het schiereiland Taman. Het korps werd tussen het 52e en 44e Legerkorps in het Usty-Labinskaya-gebied ingezet. Na afgifte van de 1e Bergdivisie, bleven alleen de 46e Infanteriedivisie en de 4e Bergdivisie onder bevel. In maart werd het korps de noordelijke sector van het Koebanbruggenhoofd toegewezen met naast de 97e Jägerdivisie, de 79e en 125e Infanteriedivisie. Na de terugtrekking van het 52e Legerkorps, nam “groep Konrad” de leiding over van diens divisies, de 50e en 370e Infanteriedivisies rond Temrjoek. Tijdens de evacuatie van het Koebanbruggenhoofd (september / oktober 1943) vond de terugtocht plaats via het schiereiland Kertsj naar de Krim. Na de overtocht begon generaal Konrad onmiddellijk met de herbouw van de verwoeste vestingwerken van Sebastopol en bereidde drie tussentijdse posities voor tussen de Syvasj en de havenvesting. Eind oktober 1943 slaagde het korps erin om op tijd de Landengte van Perekop af te sluiten vóór de Sovjet-troepen verschenen en om de eerste vijandelijke tankaanval op te vangen. Na de terugtrekkingsgevechten van het 17e leger op Sebastopol, werden de troepen van het korps grotendeels vernietigd in april 1944 tijdens de gevechten om de vesting. De rest gaf zich over op 11 mei 1944.

### 1945
Nadat het korps opnieuw gevormd was (uit geëvacueerde resten), werd het in mei 1944 voor Heeresgruppe Südukraine als reserve beschikbaar. Vanaf half september ondersteunde het korps met de 100e en 101e Jägerdivisie onder het Hongaarse 1e leger (generaal Miklós, later generaal Laszlo) de verdediging in de Karpaten. Van oktober 1944 tot het einde van de oorlog in mei 1945 was het korps onder generaal Le Suire onder bevel van het 1e Pantserleger (generaal Nehring) in actie in de Beskiden en in Moravië. De terugtocht door de Hoge Tatra naar Opper-Silezië verenigde nog eenmaal de 3e en 4e Bergdivisies in het gebied Schwarzwasser en Troppau, in nauwe samenwerking met het noordelijk verdedigende 59e Legerkorps. In februari 1945 was het korps in actie tussen het Javornik-gebergte in het zuiden en de Váh in het noorden. Onder bevel waren de 320e en 544e Grenadierdivisie en de Hongaarse 16e divisie. In mei 1945 werden de troepen van het korps overrompeld en overmeesterd in het Olomouc-gebied (Duits: Olmütz) door troepen van het 4e Oekraïense Front. Ten slotte gingen ze ten oosten van Praag, in het gebied rond Havlíčkův Brod (Duits: Deutsch Brod), ten onder.
Op 8 mei 1945 capituleerde het 49e Bergkorps rond Havlíčkův Brod.

## Bovenliggende bevelslagen
| Leger              | Legergroep              | Plaats/regio           | Begin                | Eind               |
| ------------------ | ----------------------- | ---------------------- | -------------------- | ------------------ |
| 1. Armee           | Heeresgruppe D          | Frankrijk              | januari 1941         | april 1941         |
| 2. Armee           | OKH                     | Joegoslavië            | 4 april 1941         | mei 1941           |
| 17. Armee          | Heeresgruppe A          | Slovakije              | mei 1941             | juni 1941          |
| 17. Armee          | Heeresgruppe Süd        | Lemberg, Uman          | juni 1941            | eind augustus 1941 |
| 11. Armee          | Heeresgruppe A          | Antonovka, Stalino     | eind augustus 1941   | november 1941      |
| 1. Panzerarmee     | Heeresgruppe Süd        | Mius                   | november 1941        | juni 1942          |
| 17. Armee          | Heeresgruppe Süd        | Rostov                 | juni 1942            | augustus 1942      |
| 17. Armee          | Heeresgruppe A          | Kaukasus, Koeban, Krim | augustus 1942        | 30 maart 1944      |
| 17. Armee          | Heeresgruppe Südukraine | Krim                   | 30 maart 1944        | 11 mei 1944        |
| reserve            | Heeresgruppe Südukraine | Roemenië               | mei 1944             | augustus 1944      |
| 1e Hongaarse Leger | Heeresgruppe Südukraine | Karpaten               | midden augustus 1944 | oktober 1944       |
| 1. Panzerarmee     | Heeresgruppe A          | Westkarpaten           | oktober 1944         | januari 1945       |
| 1. Panzerarmee     | Heeresgruppe A          | Beskiden               | januari 1945         | februari 1945      |
| 1. Panzerarmee     | Heeresgruppe Mitte      | Moravië                | februari 1945        | 8 mei 1945         |

## Commandanten

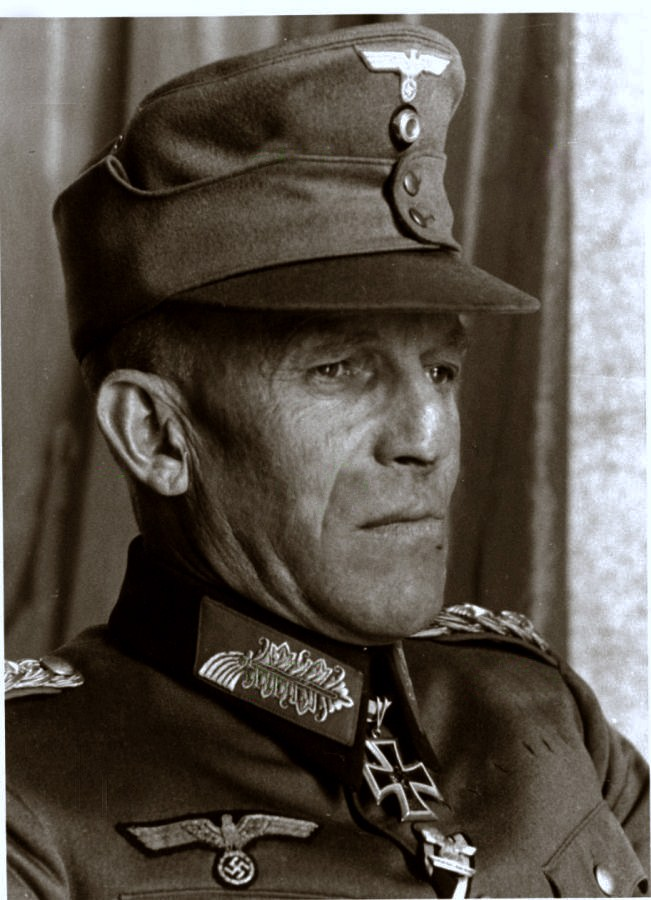
General Ludwig Kübler

| Rang                      | Naam                 | Begin            | Eind             |
| ------------------------- | -------------------- | ---------------- | ---------------- |
| General der Gebirgstruppe | Ludwig Kübler        | 25 oktober 1940  | 19 december 1941 |
| General der Gebirgstruppe | Rudolf Konrad        | 19 december 1941 | 26 juli 1943     |
| General der Infanterie    | Helge Auleb          | 26 juli 1943     | 15 augustus 1943 |
| General der Gebirgstruppe | Rudolf Konrad        | 15 augustus 1943 | 15 februari 1944 |
| General der Infanterie    | Friedrich Köchling   | 15 februari 1944 | 15 maart 1944    |
| General der Gebirgstruppe | Rudolf Konrad        | 15 maart 1944    | 10 mei 1944      |
| General der Artillerie    | Walter Hartmann      | 10 mei 1944      | 26 juli 1944     |
| General der Infanterie    | Dr. jur. Franz Beyer | 26 juli 1944     | 4 augustus 1944  |
| General der Artillerie    | Walter Hartmann      | 4 augustus 1944  | 5 augustus 1944  |
| General der Gebirgstruppe | Karl von Le Suire    | 5 augustus 1944  | 8 mei 1945       |